# Campeonato Mundial de Boxeo Aficionado de 1997
El IX Campeonato Mundial de Boxeo Aficionado se celebró en Budapest (Hungría) entre el 18 y el 26 de octubre de 1997 bajo la organización de la Asociación Internacional de Boxeo (AIBA) y la Asociación Húngara de Boxeo Aficionado.
Las competiciones se realizaron en la Arena Deportiva de Budapest László Papp.

## Medallistas
| Evento                | Oro                        | Plata                             | Bronce                                                    |
| --------------------- | -------------------------- | --------------------------------- | --------------------------------------------------------- |
| Minimosca (48 kg)     | Maikro Romero · Cuba       | Roel Velasco Filipinas            | Rudolf Dydi · Eslovaquia Daniel Petrov · Bulgaria         |
| Mosca (51 kg)         | Manuel Mantilla · Cuba     | Ilfat Raziapov · Rusia            | Omar Narváez · Argentina Bolat Zhumadilov · Kazajistán    |
| Gallo (54 kg)         | Raimkul Malajbekov · Rusia | Waldemar Font Quintero · Cuba     | Söner Karagöz Turquía Aram Ramazian Armenia               |
| Pluma (57 kg)         | István Kovács · Hungría    | Falk Huste · Alemania             | Rudinelson Hardy · Cuba Sayan Sanchat · Rusia             |
| Ligero (60 kg)        | Alexandr Maletin · Rusia   | Tümentsetseguiin Üitümen Mongolia | Koba Gogoladze Georgia Shin Eun-Chul Corea del Sur        |
| Superligero (63,5 kg) | Dorel Simion · Rumania     | Paata Gvasalia · Rusia            | Lukáš Konečný · República Checa Tonton Semakala · Suecia  |
| Wélter (67 kg)        | Oleg Saitov · Rusia        | Serhi Dzyndzyruk · Ucrania        | Juan Hernández Sierra · Cuba Marian Simion · Rumania      |
| Semimedio (71 kg)     | Alfredo Duvergel · Cuba    | Yermajan Ibraimov · Kazajistán    | Ercüment Aslan · Turquía Adrian Diaconu · Rumania         |
| Medio (75 kg)         | Zsolt Erdei · Hungría      | Ariel Hernández Ascuy · Cuba      | Dirk Eigenbrodt · Alemania Jean-Paul Mendy · Francia      |
| Semipesado (81 kg)    | Alexandr Lebziak · Rusia   | Frédéric Serrat Francia           | Israel Álvarez · Cuba Stephen Kirk · Irlanda              |
| Pesado (91 kg)        | Félix Savón · Cuba         | Mike Hanke · Alemania             | Giacobbe Fragomeni · Italia Tue Bjørn Thomsen · Dinamarca |
| Superpesado (+91 kg)  | Gueorgui Kandelaki Georgia | Alexis Rubalcaba · Cuba           | Siarhei Liajovich · Bielorrusia Paolo Vidoz · Italia      |

## Medallero
| Núm. | País            | Oro | Plata | Bronce | Total |
| ---- | --------------- | --- | ----- | ------ | ----- |
| 1    | Cuba            | 4   | 3     | 3      | 10    |
| 2    | Rusia           | 4   | 2     | 1      | 7     |
| 3    | Hungría         | 2   | 0     | 0      | 2     |
| 4    | Rumania         | 1   | 0     | 2      | 3     |
| 5    | Georgia         | 1   | 0     | 1      | 2     |
| 6    | Alemania        | 0   | 2     | 1      | 3     |
| 7    | Francia         | 0   | 1     | 1      | 2     |
| 7    | Kazajistán      | 0   | 1     | 1      | 2     |
| 9    | Filipinas       | 0   | 1     | 0      | 1     |
| 9    | Mongolia        | 0   | 1     | 0      | 1     |
| 9    | Ucrania         | 0   | 1     | 0      | 1     |
| 12   | Italia          | 0   | 0     | 2      | 2     |
| 12   | Turquía         | 0   | 0     | 2      | 2     |
| 14   | Armenia         | 0   | 0     | 1      | 1     |
| 14   | Argentina       | 0   | 0     | 1      | 1     |
| 14   | Bielorrusia     | 0   | 0     | 1      | 1     |
| 14   | Bulgaria        | 0   | 0     | 1      | 1     |
| 14   | Corea del Sur   | 0   | 0     | 1      | 1     |
| 14   | Dinamarca       | 0   | 0     | 1      | 1     |
| 14   | Eslovaquia      | 0   | 0     | 1      | 1     |
| 14   | Irlanda         | 0   | 0     | 1      | 1     |
| 14   | República Checa | 0   | 0     | 1      | 1     |
| 14   | Suecia          | 0   | 0     | 1      | 1     |
|      | TOTAL           | 12  | 12    | 24     | 48    |